# Синдром примадонни
Синдром примадонни (також Каприз примадонни) — психо-соціальний ефект поведінкової риси особистості, що вважає себе незамінною в будь-яких видах професійної діяльності, незалежно від статі і на цій підставі вимагають до себе особливого ставлення від начальства, колег, замовників та інших навколишніх. Сучасне значення слова набуло негативного забарвлення, різновид негативної манери поведінки людей, подібної до егоїзму, нарцисизму, марнославства, що поводять себе з викликом та темпераментністю, з якими важко працювати, але чий внесок назамінний для успіху роботи колективу чи команди.
Походить з культурного середовища акторської діяльності в театрі, опери, оперети, де примадонни славилися своїми експресивними чи ексцентричними рисами поведінки та примхливими вимогами по відношенню до інших членів акторської трупи, музикантів, костюмерів, продюсерів та інших колег, яким доводилося миритися з таким ефектом через талант примадон та залучення ними більшої кількості глядачів.